# Elwing
Elwing la Blanche est un personnage du legendarium de Tolkien. Elle était le troisième enfant et la seule fille de Dior Eluchíl et de Nimloth de Doriath, et plus tard l’épouse du célèbre Eärendil le Marin. Elwing avait des frères jumeaux qui étaient plus âgés qu’elle : Eluréd et Elurín. On dit qu’elle pouvait parler avec les oiseaux.

## Histoire
Elle s’appelait Elwing, « ce qui signifie Star-spray, car elle est née par une nuit d’étoiles, dont la lumière scintillait dans les embruns de la cascade de Lanthir Lamath à côté de la maison de son père ».
Alors qu’Elwing était très jeune, son père Dior hérita du trône de Doriath, ainsi que du Silmaril récupéré par son célèbre grand-père Beren, un Homme de l’Edain. Puis elle et ses frères jumeaux, Eluréd et Elurín, ont déménagé avec leurs parents, Dior et Nimloth, dans les grottes de Menegroth à Doriath. Dans F.A. En 506, les fils de Fëanor, poussés par leur terrible serment, attaquèrent Menegroth et tuèrent ses parents (le roi et la reine de Doriath) et emmenèrent ses frères aînés en captivité pour mourir de faim dans la nature. Elle a échappé au Second Massacre avec le Silmaril et s’est enfuie dans les Havres du Sirion. C’est là qu’elle a rencontré et épousé Eärendil et a donné naissance aux jumeaux Elrond et Elros.
Dans F.A. En 538, les fils restants de Fëanor attaquèrent les Havres de Sirion pour récupérer le Silmaril qu’elle possédait. Ils capturèrent les fils d’Elwing, mais alors qu’ils venaient la chercher, elle se jeta dans la Grande Mer. Grâce au pouvoir du Vala Ulmo, elle prit la forme d’un oiseau blanc et vint à son mari dans son navire Vingilótë avec le Silmaril sur sa poitrine.
Elwing a navigué avec son mari lors de son grand voyage vers l’Ouest et, contrairement à l’équipage de son navire, a refusé d’être séparée de lui lorsqu’il a cherché les Valar à Valinor. Pendant qu’il leur parlait, elle se rendit à Alqualondë et raconta aux Falmari (qui, en tant que Teleri, étaient de la famille de Thingol) l’histoire tumultueuse du Beleriand, et les persuada plus tard de faire naviguer leurs navires pour l’armée de Valinor. Lorsque les Valar permirent à Eärendil et Elwing, tous deux demi-elfes, de choisir à laquelle des races ils seraient membres, Eärendil la laissa faire le choix pour eux. À cause de ce qui était arrivé à sa grand-mère Lúthien, Elwing décida d’être comptée parmi les Elfes, tout comme son mari pour elle.
Elwing reçut une tour blanche vers le nord, sur les bords des Mers Brisées, et là elle aida les oiseaux de mer qui venaient à ses fenêtres. Finalement, elle a appris leur langue, et a été capable de voler avec des ailes blanches, et elle vole toujours à la rencontre d’Eärendil chaque fois qu’il revient de ses voyages dans le ciel. « Alors les clairvoyants parmi les Elfes qui habitaient l’Île Solitaire la verraient comme un oiseau blanc, brillant, teinté de rose au coucher du soleil, alors qu’elle s’élevait de joie pour saluer l’arrivée de Vingilot au refuge. »

## Étymologie
Le nom Elwing signifie « étoile » en sindarin, composé de êl (« étoile ») + aile (« mousse, embruns »),,.